# Geraldine Chaplin
Geraldine Leigh Chaplin (Santa Mónica, California, 31 de julio de 1944) es una actriz británico española nacida en Estados Unidos, con una amplia trayectoria cinematográfica reconocida internacionalmente. Es hija de Charles Chaplin, la primera de ocho con su cuarta esposa Oona O'Neill. Después de sus inicios en la danza y modelaje, inició su aprendizaje en la actuación, haciendo su debut en idioma inglés (con una actuación tan prominente que fue nominada para el Globo de Oro por su papel) en la interpretación de Tonya en el Doctor Zhivago de David Lean. Hizo su debut en Broadway con La loba de Lillian Hellman en 1967 y recibió su segunda nominación al Globo de Oro por Nashville de Robert Altman en 1975. Recibió una nominación por BAFTA por su papel en Welcome to L.A. en 1976. Interpretó a su abuela Hannah Chaplin en el película biográfica Chaplin de 1992 por lo cual recibió su tercera nominación al Globo de Oro.
Ha aparecido en una amplia variedad de películas españolas y francesas. Ha estelarizado Les Uns et les Autres (1981), La Vida Es Una Novela (1983), y la película experimental de Jacques Rivette Noroît (1976) y El Amor Por Tierra (1984). Agradeció las críticas excelentes y el éxito junto con su entonces pareja, el director de cine Carlos Saura, en donde fue protagonista de sus películas como Ana y los lobos (1973), Cría Cuervos (1976), Elisa, vida mía (1977) y Mamá cumple cien años (1979). Fue galardonada con el premio Goya por su papel en En la ciudad sin límites (2002) y fue nominada otra vez por El orfanato (2007). Sus contribuciones al cine español culminaron cuando recibió la Medalla de Oro por la Academia Española de Artes y Ciencias Cinematográficas en el 2006. En el 2018 protagonizó Red Land (Rosso Isreia), una película italiana de Maximiliano Hernando Bruno basada en Norma Cossetto y los sumideros de masacre.

## Biografía
Hija de uno de los más importantes cineastas de la historia, Charles Chaplin y de su última esposa, Oona O'Neill —hija del dramaturgo Eugene O'Neill (Premio Nobel de Literatura y Premio Pulitzer) y de la escritora Agnes Boulton—, nace en Estados Unidos en 1944.
A los ocho años su familia emigra a la localidad suiza de Vevey (Vaud). En 1961 se traslada a Inglaterra, incorporándose al Royal Ballet School de Londres. Se convierte en bailarina, ejerce de modelo e incluso de payaso en el circo Médrano de París.
En 1963 representa el papel de Cenicienta en el Teatro de los Campos Elíseos, que junto a su actuación en La loba, dirigida por Mike Nichols en 1968, son sus únicas incursiones teatrales.

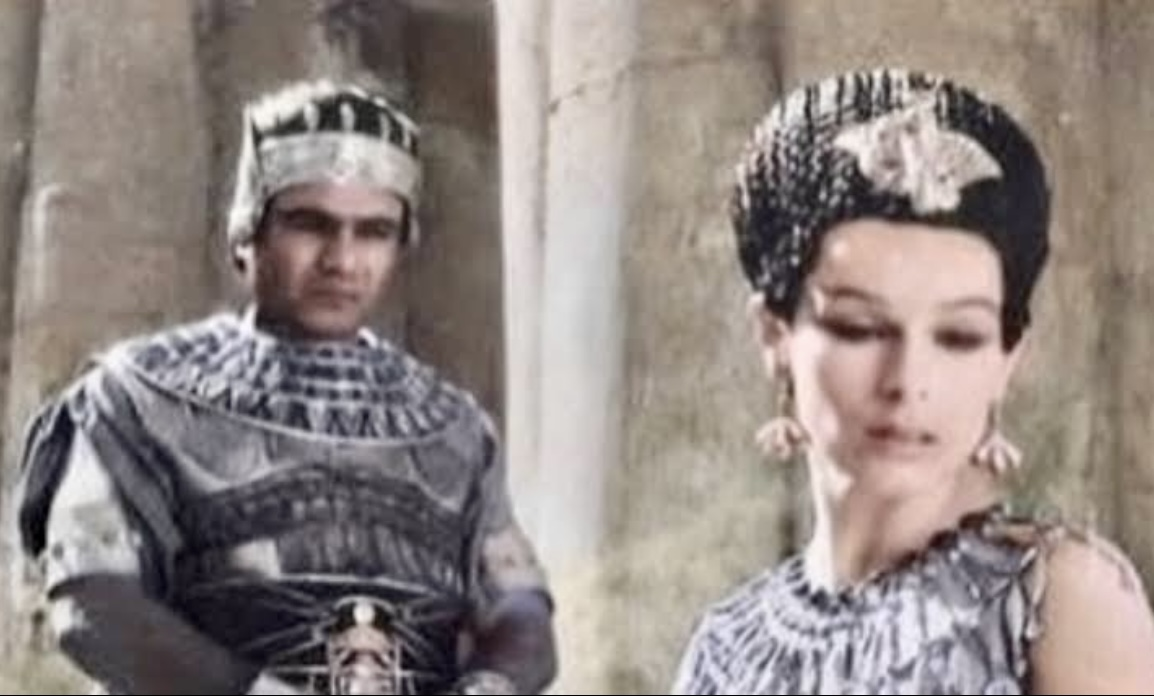
Chaplin y Salah Zulfikar en Nefertiti y Aquenatos (1973)

En cine apareció de pequeña junto a sus hermanos en la película de Chaplin Candilejas de 1952. En 1964 protagoniza junto a Jean-Paul Belmondo Secuestro bajo el sol y un año después triunfa con su papel principal en Doctor Zhivago, de David Lean. El rodaje significa el principio de su arraigo en España. Su encuentro con el director Carlos Saura, a quien permanece unida profesional y sentimentalmente hasta 1979, resulta decisivo en el desarrollo de su carrera cinematográfica. Ruedan juntos nueve películas que se inscriben en la corriente del nuevo cine español contrario a los convencionalismos de la época. Destacan Peppermint frappé, Ana y los lobos, Cría cuervos, Elisa, vida mía y Mamá cumple cien años.
En esa etapa continúa trabajando en el extranjero (Los tres mosqueteros, Noroît, Recuerda mi nombre, etc.).
Hasta 1998, año de su regreso a las pantallas españolas con Finisterre, donde termina el mundo, dirigida por Xavier Villaverde, Geraldine Chaplin se prodiga en el cine inglés, francés, suizo y estadounidense, trabajando a las órdenes de Robert Altman, Alan Rudolph, Alain Resnais, Martin Scorsese y Daniel Schmid, entre otros. De las películas de esta larga etapa, destacan El espejo roto, junto a Angela Lansbury, Elizabeth Taylor y otros astros de Hollywood; La edad de la inocencia, junto a Daniel Day-Lewis, Winona Ryder y Michelle Pfeiffer y la biográfica Chaplin, de Richard Attenborough, en la que interpreta a su propia abuela, Hannah Chaplin.

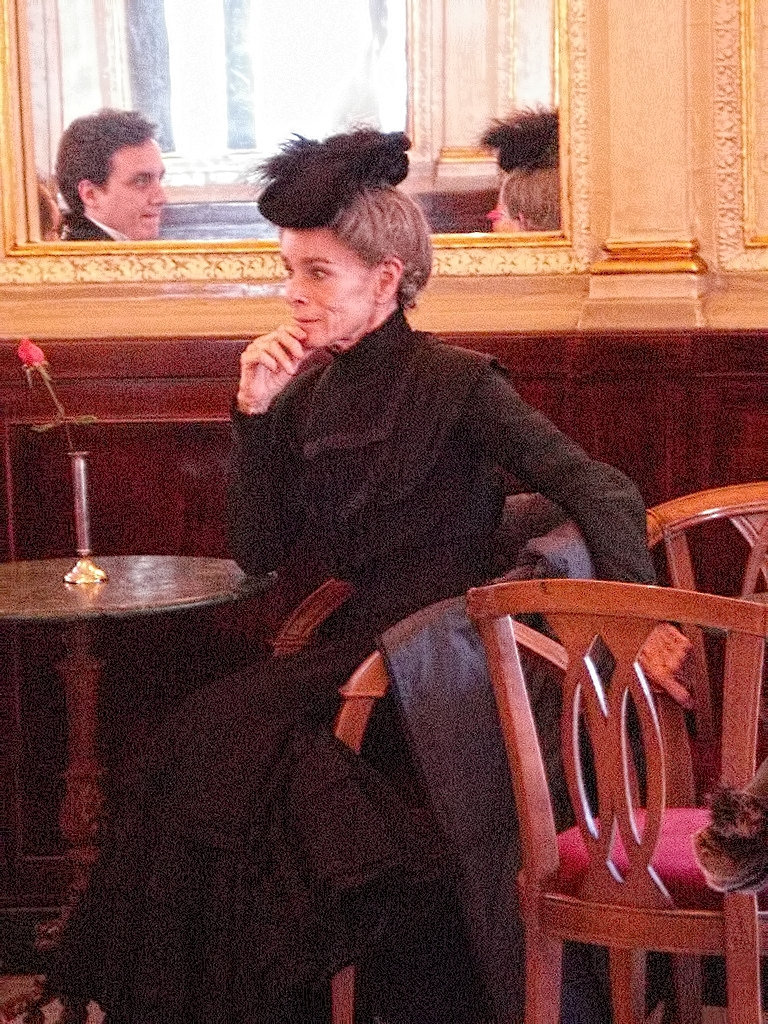
Chaplin en Gambrinus di Napoli

En 2002 colabora con Pedro Almodóvar en Hable con ella, además de obtener el Premio Goya a la mejor actriz de reparto por su trabajo en En la ciudad sin límites, de Antonio Hernández, donde vuelve a coincidir con Fernando Fernán Gómez.
En 2005 interpreta a la pérfida Señorita Rottenmeier en una nueva versión de la célebre novela Heidi. En 2007 destaca su papel de médium en el filme de terror El orfanato, de Juan Antonio Bayona, que le vale una segunda candidatura al Goya.
En 2006 recibe la Medalla de Oro de la Academia de Cine de España en reconocimiento a su trayectoria.
Está unida desde 1979 al director de fotografía chileno Patricio Castilla. Tiene dos hijos, Shane Saura y la también actriz Oona Chaplin.

## Filmografía selecta
| Año  | Título                                   | Personaje                                         |
| ---- | ---------------------------------------- | ------------------------------------------------- |
| 1952 | Candilejas                               | Niña en la escena de apertura                     |
| 1965 | Par Un Beau Matin D'Été                  | Zelda                                             |
| 1965 | Doctor Zhivago                           | Tonya                                             |
| 1966 | Andremo In Città                         | Lenka Vitas                                       |
| 1967 | Peppermint Frappé                        | Elena / Ana                                       |
| 1968 | Stress-Es Tres-Tres                      | Teresa                                            |
| 1969 | La Madriguera                            | Teresa                                            |
| 1970 | Los indomables/The Hawaiians             | Purity Hoxworth                                   |
| 1972 | La casa sin fronteras                    | Lucía Alfaro                                      |
| 1972 | Z.P.G.                                   | Carol McNeil                                      |
| 1973 | Nefertiti y Aquenatos                    | Nefertiti                                         |
| 1973 | Los tres mosqueteros                     | Reina Ana de Austria                              |
| 1973 | Ana y los lobos                          | Ana                                               |
| 1974 | Los cuatro mosqueteros                   | Reina Ana de Austria                              |
| 1975 | Cría cuervos                             | María / Ana                                       |
| 1975 | Nashville                                | Opal                                              |
| 1976 | Noroît                                   | Morag                                             |
| 1977 | Bienvenido a Los Ángeles                 | Karen Hood                                        |
| 1977 | Elisa, vida mía                          | Elisa / Madre de Elisa                            |
| 1978 | Un día de boda                           | Rita Billingsley                                  |
| 1978 | Recuerda mi nombre                       | Emily                                             |
| 1979 | Mamá cumple cien años                    | Ana                                               |
| 1979 | La viuda de Montiel                      | Adelaida                                          |
| 1980 | El espejo roto                           | Ella Zielinsky                                    |
| 1981 | Los unos y los otros                     | Suzan / Sara Glenn                                |
| 1989 | El regreso de los mosqueteros            | Reina Ana de Austria                              |
| 1992 | Chaplin                                  | Hannah Chaplin                                    |
| 1993 | La edad de la inocencia                  | Mrs. Welland                                      |
| 1994 | Para recibir el canto de los pájaros     | Catherine                                         |
| 1995 | Home for the Holidays                    | Tía Glady                                         |
| 1996 | Jane Eyre                                | Miss Scatcherd                                    |
| 1997 | Finisterre, donde termina el mundo       | Madre                                             |
| 1997 | Mother Teresa: In the Name of God's Poor | Madre Teresa                                      |
| 1997 | La Odisea (miniserie de TV)              | Eurycleia                                         |
| 1998 | Tú qué harías por amor                   | Madre                                             |
| 1999 | María, Madre de Jesús                    | Elizabeth                                         |
| 2001 | Las caras de la luna                     | Joan Turner                                       |
| 2002 | Hable con ella                           | Katerina Bilova                                   |
| 2002 | En la ciudad sin límites                 | Marie                                             |
| 2004 | El puente de San Luis Rey                | Abadesa                                           |
| 2005 | Oculto                                   | Adele                                             |
| 2005 | Heidi                                    | Rottenmeier                                       |
| 2006 | Melissa P.                               | Nonna Elvira                                      |
| 2007 | Teresa, el cuerpo de Cristo              | Priora                                            |
| 2007 | Miguel y William                         | Dueña                                             |
| 2007 | El orfanato                              | Aurora                                            |
| 2007 | Los Totenwackers                         | Salgado                                           |
| 2008 | Diario de una ninfómana                  | Marie Tasso - Abuela de Valérie                   |
| 2009 | Imago Mortis                             | Condesa Orsini                                    |
| 2009 | La isla interior                         | Victoria                                          |
| 2010 | El hombre lobo                           | Maleva                                            |
| 2010 | La mosquitera                            | María                                             |
| 2011 | Encontrarás dragones                     | Abileyza                                          |
| 2011 | ¿Para qué sirve un oso?                  | Josephine                                         |
| 2011 | El monje                                 | Abadesa                                           |
| 2011 | ¿Y si vivimos todos juntos?              | Annie Colin                                       |
| 2011 | Americano                                | Linda                                             |
| 2011 | Memoria de mis putas tristes             | Rosa Cabarcas                                     |
| 2012 | O Apóstolo                               | Dorinda (voz)                                     |
| 2012 | Lo imposible                             | Anciana                                           |
| 2013 | Tres 60                                  | Jean Christophe                                   |
| 2014 | Mi otro yo                               | Mrs. Brennan                                      |
| 2014 | Les dollars des sables                   | Anne                                              |
| 2014 | Amapola                                  | Memé                                              |
| 2016 | Un monstruo viene a verme                | Directora del colegio                             |
| 2017 | Electric Dreams (serie de TV)            | Irma Louise Gordon (Episodio: "Impossible Planet" |
| 2017 | Tierra firme                             | Germaine                                          |
| 2018 | Jurassic World: El reino caído           | Iris (ama de llaves y niñera)                     |
| 2018 | Camino sinuoso                           | Miny Barrios                                      |
| 2018 | Red Land (Rosso Istria)                  | Giulia Visantrìn                                  |
| 2019 | La fiera y la fiesta (Holy Beasts)       | Vera V.                                           |
| 2019 | Britannia (serie de TV)                  | Reina Madre                                       |
| 2019 | The Crown (serie de TV)                  | Wallis Simpson, tercera temporada, dos episodios  |
| 2019 | Los Rodríguez y el más allá              | Isabel                                            |

## Premios y candidaturas

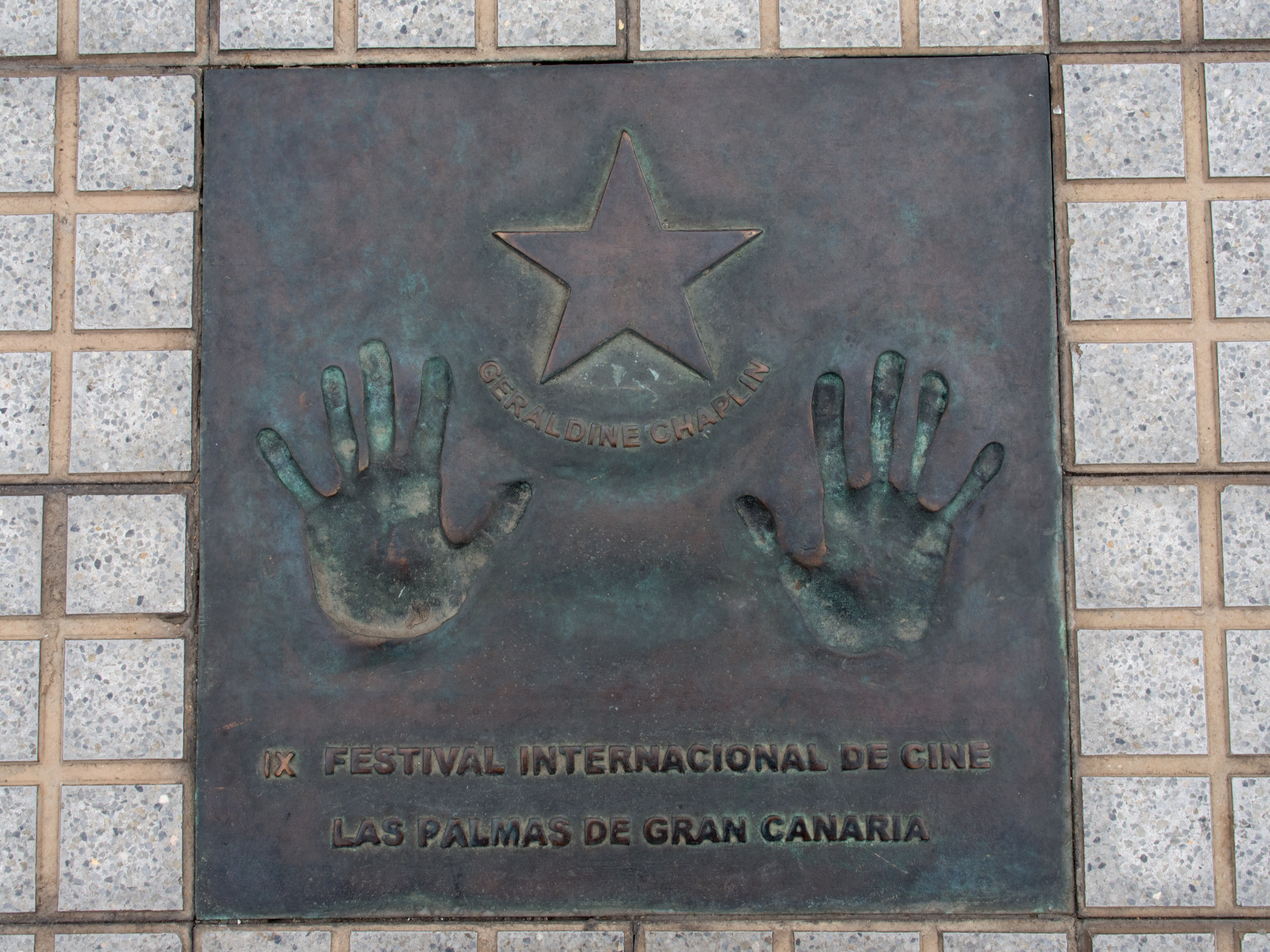

Premios Globo de Oro
| Año  | Categoría                       | Película       | Resultado |
| ---- | ------------------------------- | -------------- | --------- |
| 1993 | Mejor actriz de reparto         | Chaplin        | Candidata |
| 1976 | Mejor actriz de reparto         | Nashville      | Candidata |
| 1966 | Nueva estrella del año - Actriz | Doctor Zhivago | Candidata |

Premios BAFTA
| Año  | Categoría               | Película                 | Resultado |
| ---- | ----------------------- | ------------------------ | --------- |
| 1977 | Mejor actriz de reparto | Bienvenido a Los Ángeles | Candidata |

Premios Goya
| Año  | Categoría                                | Película                 | Resultado |
| ---- | ---------------------------------------- | ------------------------ | --------- |
| 2007 | Mejor interpretación femenina de reparto | El orfanato              | Candidata |
| 2002 | Mejor interpretación femenina de reparto | En la ciudad sin límites | Ganadora  |

Premios Platino
| Año  | Categoría                     | Película         | Resultado |
| ---- | ----------------------------- | ---------------- | --------- |
| 2015 | Mejor Interpretación Femenina | Dólares de arena | Candidata |

Premio Ariel
| Año  | Categoría    | Película            | Resultado |
| ---- | ------------ | ------------------- | --------- |
| 1980 | Mejor Actriz | La viuda de Montiel | Candidata |
| 2016 | Mejor Actriz | Dólares de arena    | Candidata |

Premios Fotogramas de Plata
| Año  | Categoría                        | Película      | Resultado |
| ---- | -------------------------------- | ------------- | --------- |
| 1969 | Mejor intérprete de cine español | La madriguera | Ganadora  |

Premios de la Unión de Actores
| Año  | Categoría                       | Película                 | Resultado |
| ---- | ------------------------------- | ------------------------ | --------- |
| 2017 | Mejor actriz de reparto de cine | Tierra firme             | Ganadora  |
| 2007 | Mejor actriz de reparto de cine | El orfanato              | Ganadora  |
| 2002 | Mejor actriz secundaria de cine | En la ciudad sin límites | Candidata |

Premios ACE (Nueva York)
| Año  | Categoría               | Película       | Resultado |
| ---- | ----------------------- | -------------- | --------- |
| 2007 | Mejor actriz de reparto | El orfanato    | Ganadora  |
| 2002 | Mejor actriz de reparto | Hable con ella | Ganadora  |
| 1976 | Mejor actriz            | Cría cuervos   | Ganadora  |

Festival de Cine Español de Málaga
| Año  | Categoría                                     | Película                | Resultado |
| ---- | --------------------------------------------- | ----------------------- | --------- |
| 2011 | Biznaga de Plata a la Mejor actriz de reparto | ¿Para qué sirve un oso? | Ganadora  |

Festival de Cine de Sitges
| Año  | Categoría                                        | Película | Resultado |
| ---- | ------------------------------------------------ | -------- | --------- |
| 1972 | Medalla Sitges en Plata de Ley a la Mejor actriz | Z.P.G.   | Ganadora  |

Festival Internacional de Cine de Miami
| Año  | Categoría    | Película           | Resultado |
| ---- | ------------ | ------------------ | --------- |
| 1978 | Mejor actriz | Recuerda mi nombre | Ganadora  |

Festival de Cine de París
| Año  | Categoría    | Película           | Resultado |
| ---- | ------------ | ------------------ | --------- |
| 1978 | Mejor actriz | Recuerda mi nombre | Ganadora  |

Otros premios

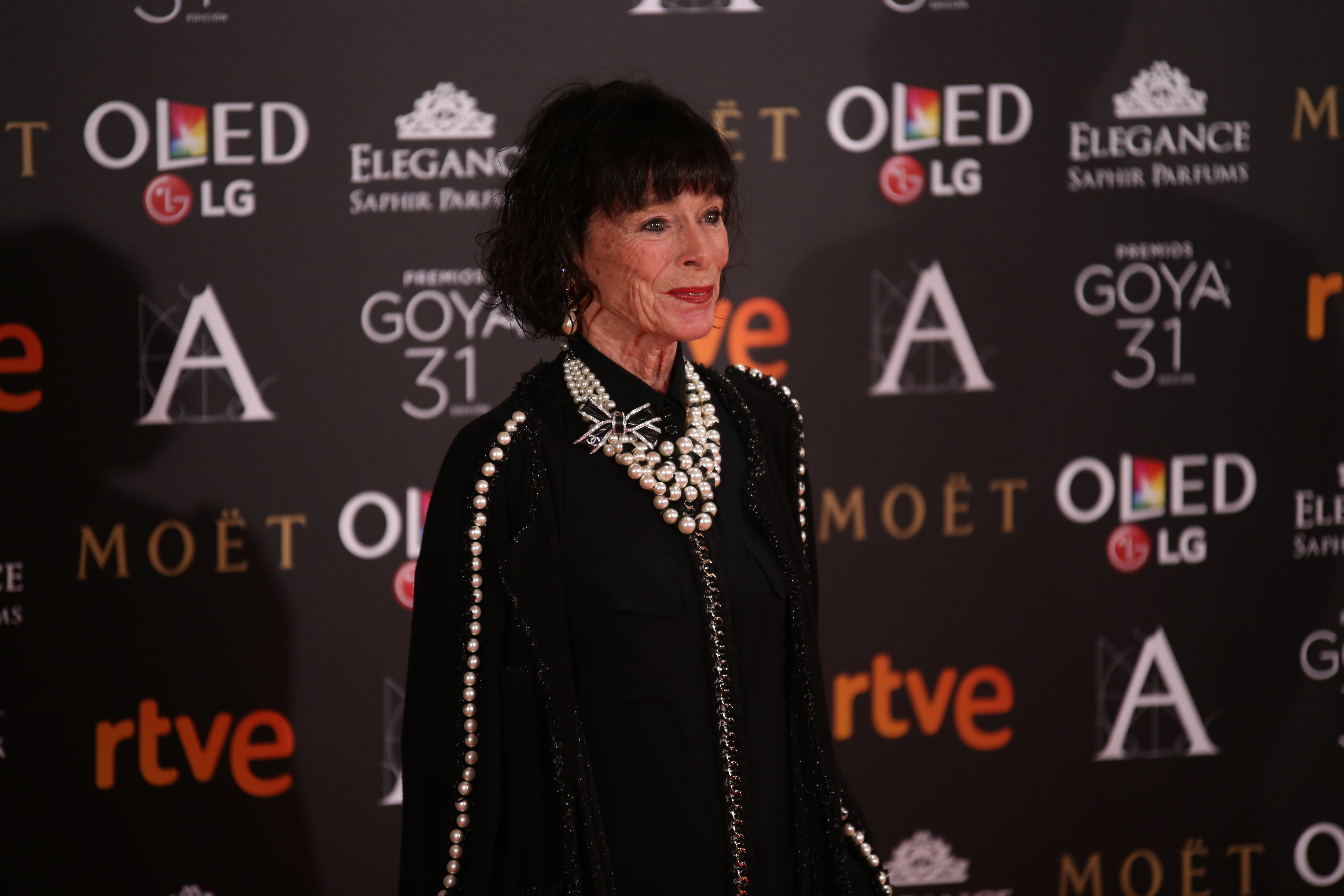
Geraldine Chaplin en los Premios Goya de 2017

- Premio de Honor del Festival de Cine Global Dominicano (2011)
- Premio Spondylus de Honor - Festival de Cine de Lima (2011)
- Premio Lady Harimaguada de Honor - Festival Internacional de Cine de Las Palmas de Gran Canaria (2008)
- Premio Almería Tierra de Cine - Festival Internacional de Cortometrajes Almería en Corto (2008)
- Medalla de Oro de la Academia de las Artes y las Ciencias Cinematográficas de España (2006)
- Premio Málaga, otorgado en el marco del Festival de Cine Español de Málaga (2004)
- Premio FIAF - Federación Internacional de Archivos Fílmicos (2004)
- Premio Capri Legend - Capri, Hollywood Film Festival (2004)
- Premio CineMerit - Festival de Cine de Múnich (2003)
- Premio Actor's Mission, en reconocimiento por su interpretación de Teresa de Calcuta - Art Film Festival (1997)
- Premio François Truffaut - Festival de Cine de Giffoni (1996)
- El Ministro de Cultura francés, Jack Lang, le impone la Medalla de las Artes y las Letras (1989)